# Kaitaneva
Kaitaneva är en sumpmark i Finland. Den ligger i Kankaanpää i landskapet Satakunta, i den sydvästra delen av landet, 210 km nordväst om huvudstaden Helsingfors.